# Shocker (Kamen Rider)
La Shocker(ショッカー, Shokkā) è una organizzazione malvagia che compare nella serie tv supereroistica Kamen Rider, nei film Kamen Rider The First, Kamen Rider The Next, Shin Kamen Rider e nella serie Kamen Rider Decade con il nome di Dai-Shocker.
Nel film Kamen Rider The First viene rivelato che Shocker è l'acronimo di Sacred Hegemony Of Cycle Kindred Evolutionary Realm, solo in Shin Kamen Rider è l'acronimo di Sustainable Happiness Organization with Computational Knowledge Embedded Remodling.

## Storia
La Shocker è un'organizzazione criminale dotata di mezzi tecnologicamente avanzati e con sedi in molti paesi che mira a creare un mondo elitario dove solo i geni hanno il diritto di governare mentre il resto dell'umanità è destinata ad essere trasformata in cyborg e mostri(Nel manga di Shotaro Ishinomori viene mostrato che la Shocker ha delle influenze sui governi del mondo).
Non vengono spiegate di preciso le origini di Shocker, ma fra i suoi fondatori c'erano dei nazisti e nel manga Kamen Rider Spirits viene rivelato che l'organizzazione riceveva supporto dall'impero Badan.
Gli scienziati della Shocker compiono delle operazioni chirurgice e cibernetiche per dotare ai loro soggetti delle abilità sovrumane.
Anche se un semplice soldato Shocker è più forte e agile di un normale essere umano, i cyborg più potenti dell'organizzazione erano i Kaijin(mostri), esseri metà uomini e metà animali utilizzati come armi viventi.
Senza pietà, la Shocker ha spesso fatto rapire degli scienziati e costringerli a lavorare per loro, per poi ucciderli quando non sono più utili o se cercano di scappare.
Ma un giorno decisero di rapire lo studente universitario Takeshi Hongo, giovane uomo dalla mente geniale e un fisico atletico, per farlo diventare un cyborg dall'aspetto di una locusta ma grazie a un intervento del suo insegnante di scienze, il professor Midorikawa, Hongo riesce a scappare e combatté la Shocker con il nome di Kamen Rider.
Successivamente gli Shocker rapirono il fotoreporter Hayato Ichimonji per farlo diventare un Kamen Rider più forte di Hongo, ma quest'ultimo fa irruzione nella base della Shocker e salva Hayato prima che gli facessero il lavaggio del cervello e Hayato divenne Kamen Rider 2(Kamen Raida Nigo).
Il duo di eroi venne conosciuto come Double Rider e insieme riuscirono a sconfiggere uno dopo l'altro i vari kaijin e a distruggere la Shocker, ma quello che restò dell'organizzazione rinacquè come Gel-Shocker.
Nel film OOO, Den-O, All Riders: Let's Go Kamen Riders (オーズ・電王・オールライダー レッツゴー仮面ライダー, Ōzu Den'ō Ōru Raidā: Rettsu Gō Kamen Raidā) che festeggierà il 40º anniversario di Kamen Rider vedrà la Shocker dominare il mondo in una realtà alternativa.

## I membri
- Il Grande Capo della Shocker / Gel-Shocker(ショッカー首領／ゲルショッカー首領, Shokkā Shuryo/ Geru Shokkā Shuryō)

è il leader supremo dell'organizzazione e antagonista principale della serie.
Non comparirà fino all'ultimo episodio, durante la serie comunica con i suoi sottoposti tramite un luminoso altoparlante.
Non si fa scrupoli nel sacrificare dei suoi subalterni in caso di emergenze o di fallimento.
Alla fine dell'ultimo episodio, i due Kamen Rider sveleranno la sua vera identità.
- Colonnello Zol/Uomo Lupo(ゾル大佐/狼男, Zoru Taisa/Ōkami Otoko, episodi 25-39): è un comandante della Shocker proveniente dalla sede tedesca;

è vestito con l'uniforme di un ufficiale nazista e porta una benda sull'occhio.
Si trasforma in un Uomo-Lupo per il suo scontro finale con Kamen Rider 2 che aveva fatto fallire la sua operazione di infettare la popolazione del Giappone con un virus artificiale che trasforma le persone in Uomini-Lupo.
Viene distrutto da Kamen Rider 2 con un Rider Punch.
- Dr.Shinigami/Ikadevil(死神博士/イカデビル, Shinigami Hakase/Ikadebiru, episodi 40-52,61,63 e 67-68): Anziano comandante della sede svizzera della Shocker, viene richiamato in Giappone dopo la morte di Zol.

Di carattere freddo e calcolatore, il suo aspetto ricorda vagamente Dracula.
Nel suo scontro finale con Kamen Rider 1, si trasforma in Ikadevil(una seppia antropomorfa).
Grazie agli allenamenti con Tobei, Kamen Rider è stato capace di sconfiggerlo con il Rider Kirimori Shoot.
- Ambasciatore dell'Inferno/Garagaranda(地獄大使/ガラガランダ, Jigoku Taishi/Garagaranda, episodi 53-79): Comandante della Base californiana della Shocker che viene mandato in Giappone a dirigere le operazioni dopo la momentanea fuga di Shinigami;

è di carattere irascibile quanto spietato e usa una frusta come arma.
Nel suo ultimo episodio, Inferno cattura Tobei e le ragazze del suo bar e lancia una sfida a Takeshi e durante la loro lotta, l'Ambasciatore dell'Inferno si trasforma in Garagaranda (un Uomo-Serpente capace di muoversi sottoterra) e dopo uno scontro non molto lungo viene sconfitto con un Rider Kick.
Inferno ritorna nella sua forma originale e prima di esplodere augura lunga vita alla Shocker.
Il Grande Capo Della Shocker fece abbattere l'organizzazione dopo la morte di Inferno per ricrearla come Gel-Shocker.
- I soldati della Shocker(ショッカー戦闘員, Shokkā Sentōin): Sono i guerrieri standard della Shocker che solitamente assistono il mostro di turno. Nei primi 13 episodi indossavano calzemaglie nere e rosse e dei berretti, dall'episodio 14 in poi indossarono delle maschere simili a quelle dei wrestler messicani.

Il loro trademark è un grido acuto che emettono costantemente.
Vengono sconfitti facilmente da Hongo e Ichimonji anche senza trasformarsi e generalmente non sono molto svegli.
Combattono di solito con delle spade.
Ricompaiono nel film Kamen Rider Decade: All Rider vs Dai Shocker, in un episodio di Kamen Rider OOO(2011) e nel film Lets Go Kamen Rider.
- Gli Shocker Rider(ショッカーライダー, Shokkā Raidā): Sono dei sosia di Kamen Rider 1 creati dalla Shocker apposta per distruggerlo.

Nel manga erano 12 e Hayato Ichimonji era uno di loro fino a quando non gli è capitato l'incidente che lo ha liberato dal condizionamento mentale.
Nella serie TV sono membri della Gel-Shocker e sono in sei e hanno l'abilità di sparare dei proiettili esplosivi dalle dita.
Compaiono anche in Kamen Rider The Next.
- Big Machine(ビッグマシン): Compare unicamente nel manga.

Big Machine è un membro di alto rango della Shocker che guida un piano che prevede il lavaggio del cervello dei cittadini di Tokyo tramite dei televisori controllati da un super computer.
Il suo aspetto ricorda gli Starmen di EarthBound

## I kaijin
I mostri creati dalla Shocker che compaiono nella serie, chiamati anche Kaizo Ningen (umani modificati). Solitamente hanno l'aspetto di animali antropomorfi e uccidono qualche personaggio minore in ciascun episodio.
Questi mostri venivano solitamente usati per compiere i piani dell'organizzazione.
Episodio 01: Kumo-Otoko (Uomo-Aracnide): Mostro dall'aspetto di un ragno, distrutto dal Rider Kick di Kamen Rider 1
Episodio 02: Komorii-Otoko (Uomo-Pipistrello): Mostro dall'aspetto di pipistrello, il suo morso infetta le vittime con un virus artificiale che le tramuta in zombie, distrutto quando Kamen Rider gli ha strappato le ali e si è sfracellato.
Nel manga venne ucciso trafitto da una lapide a forma di croce.
Episodio 03: Sasori-Otoko (Uomo-Scorpione): Mostro dall'aspetto di uno scorpione.
In origine era un compagno di università di Takeshi Hongo, ha deciso di unirsi alla Shocker perché era invidioso di Hongo.
Episodio 04: Sarasenian: Un mostro modellato sulla pianta carnivora Sarracenia.
è armato di una frusta e possiede una grande forza fisica dato che ha ucciso un soldato shocker fatto prigioniero e interrogato da Tobei stritolandolo.
Venne distrutto con il Rider Kick da Kamen Rider 1(Ichigo)
Episodio 05: Kamakiri Otoko (Uomo-Mantide): Un mostro Mantide capace di manipolare le persone che ha ferito con la sua lama e porta anche una mazza di ferro.
Distrutto con il Rider Kick di Kamen Rider 1.
Episodio 06: Shinigami Chameleon (Chameleon Mietitore): Un mostro Camaleonte capace di diventare invisibile e possiede una lingua lunga che usa come frusta.
Venne incaricato di trovare un tesoro nascosto in Giappone da soldati tedeschi durante la seconda guerra mondiale ma quando trova la cassa del tesoro, vi trova dentro Kamen Rider che lo sconfigge con il Rider Chop e il Rider Kick.
Episodio 07: Shinigami Chameleon (Chameleon Mietitore)
08: Hachi-Onna (Donna-Ape)
09: Cobra-Otoko (Uomo-Cobra): Un mostro dall'aspetto di un Cobra con un serpente al posto del braccio sinistro dalla cui bocca emette un gas velenoso.
Venne in un primo tempo sconfitto da Kamen Rider 1 ma nell'episodio 10 venne ricostruito dagli scienziati di Shocker che gli dotarono anche l'abilità di sputare fuoco ma venne di nuovo sconfitto da Kamen Rider 1 con il Rider Gaeshi.
Nel manga L'Uomo Cobra aveva una fidanzata chiamata Medusa di cui il vero nome era Myoko.
10: Cobra-Otoko (Uomo-Cobra)
11: Gebacondor
12: Yamogeras
13: Tokageron, Kumo-Otoko, Komorii-Otoko, Sarasenian, Kamakiri Otoko, Cobra-Otoko, Gebacondor e Yamogeras: Tokageron era un abile ma arrogante calciatore che è stato scelto dalla Shocker per la potenza dei suoi calci.
Dopo che venne trasformato in Tokageron, venne affiancato dai redivivi mostri dei precedenti episodi e incaricato di distruggere la barriera che protegge una centrale nucleare con una bomba speciale.
Kamen Rider 1 distrusse Tokageron e gli altri kaijin respingendogli la bomba con un Denko Rider Kick.
14: Sabotenguron
15: Sabotenguron
16: Phirasaurus
17: Phirasaurus
18: Hitodanger
19: Kanibubbler
20: Dokuganda, bruco
21: Dokuganda, farfalla
22: Amazonia
23: Musasabedorl
24: Kinokomorgu
25: Kinokomorgu
26: Arijigoku
27: Mukaderas
28: Moguranga
29: Kuragedoll
30: Zanburonzo
31: Arigabaril
32: Dokudhalia
33: Arumajirong
34: Gamagira
35: Archimedes
36: Egyptus
37: Torikabuto, Kanibubbler, Mukaderas & Mogurang
38: EiKing
39: Okami-Otoko (Uomo-Lupo)
40: Snowman
41: Ghoster
42: Hae-Otoko (Uomo-Mosca)
43: Pranodon
44: Gabibinga
45: Namekujira
46: Bearkonger
47: Totogira
48: Hiru-Guerilla
49: Isoginchuk
50: Kamestone
51: Unicornos
52: Gilgaras
53: Jagarman (Jaguarman)
54: Umiebi-Otoko (Uomo-Serpente Marino)
55: Gokiburi-Otoko (Uomo-Scarafaggio)
56: Kirira
57: Dogumondo
58: Frilltokage-Otoko (Uomo-Clamidosauro)
59: Mimizu-Otoko (Uomo-Verme)
60: Furou Otoko (Uomo-Gufo)
61: Namasukiller
62: Harinesras
63: Saiking
64: Zemiminga
65: Kaburong
66: Kamikiri-Kid, Zanjio, Jagarman, Frilltokage-Otoko, Harinesras & Saiking
67: Girisames
68: Ikadevil & Kaburong
69: Killer-Coroki
70: Elekiboddle
71: Abugomens
72: Mosquiras & Shioraneking
73: Shioraneking
74: Shirakiras
75: Bararanga
76: Sea Dragon
77: Newt Gesu
78: Unidogma
79: Garagaranda
Kaijin in Kamen Rider Contro Shocker
Zanjio-
Hae Otoko -
Mogurang -
Saboteguron -
Arigabari -
Mukaderas -
Kamestone -
Armadillong -
Namekujira -
Zanburonzo -
Egyptus -
Ghoster -
Unicornos -
Kanibubbler -
Okami Otoko -
Todogirah -
Dokudahlian -
Arijikogu -
Kumo Otoko -
Gamagirah -
Dokugander Bruco e farfalla -
Yamogeras -
Eiking -
Snowman -
Sasori Otoko -
Isoginchuk -
komori Otoko -
Torikabuto -
Gebacondor -
Shinigami Chameleon -
Archimedes -
Musasabedor -
Sarracenian -
Gilgalass -
Pranodon -
Kinokomorgu -
Kaijin in Kamen Rider Contro L'Ambasciatore Dell'Inferno
Kamikiri Kid: è a comando del gruppo dei redivivi mostri, rapisce Tobei Tachibana e le ragazze del bar e ha provato a sconfiggere Kamen Rider Ichigo ma fallì, più tardi fallisce anche nell'impedirgli di distruggere la nuova super arma di Shocker e cerca di combattere di nuovo contro Kamen Rider finendo con l'essere distrutto da un Rider Kick.
Kabutorong -
Harinezuras -
Uomo Scarafaggio -
Gireera -
Semiminga -
Jaguarman -
Saigang -
Uomo Serpente Marino -
Uomo Verme -
Eiking -
Ghoster -
Pranodon -
Kinokomorgu -
Zanjioh -
Dokumondo -
Musasabedor-
Zanburonzo -
Uomo Clamidosauro -
Altri
Uomo-Scorpione Velenoso(毒サソリ男, Dokusasori Otoko) (dal TV special Ultraman VS Kamen Rider): Un mostro scorpione, sconfitto dal Rider Kick di Kamen Rider Ichigo.
Sasori-Gadoras(サソリガドラス, Sasori Gadorasu) (dal TV special Ultraman VS Kamen Rider): è un kaiju nato dalla fusione fra Dokusasori Otoko e Il mostro gigante Gadoras che era stato sconfitto da Ultraman.
Viene distrutto dalla combinazione dello Specium Kousen di Ultraman e il Rider Kick di Kamen Rider Ichigo.

## Fonti
- Shocker Su Henshinalloffame http://www.henshinhalloffame.com/riders/shocker.htm Archiviato il 3 novembre 2015 in Internet Archive.
- Shocker su Kamen Rider wiki http://kamenrider.wikia.com/wiki/Shocker